# Al-Gharafa SC
Al-Gharafa Sports Club (în arabă نادي الغرافة الرياضي) este un club sportiv din Doha, Qatar. Este cunoscut în special pentru echipa sa de fotbal. Clubul a fost fondat pe 6 iunie 1979 ca Al-Ittihad și a fost redenumit cu numele actual în 2004 pentru a reprezenta mai bine districtul Al-Gharafa, de care aparține clubul.

## Palmares
- Qatar Stars League (7): 1992, 1998, 2002 (ca Al-Ittihad), 2005, 2008, 2009, 2010

- Liga a doua din Qatar (3): 1980, 1982, 1987 (ca Al-Ittihad)

- Cupa Emirului Qatarului (7): 1995, 1996, 1997, 1998, 2002 (ca Al-Ittihad), 2009, 2012

- Qatar Crown Prince Cup (3): 2000 (ca Al-Ittihad), 2010, 2011

- Qatari Stars Cup (1): 2009

## Jucători notabili
Jucători locali
- Hamad Shami – 242 de meciuri pentru Al Gharafa
- Saad Al-Shammari – 229 de meciuri pentru Al Gharafa
- Lawrence Quaye – 221 de meciuri pentru Al Gharafa
- Fahad Al Shammari – 203 de meciuri pentru Al Gharafa
- Bilal Mohammed – 180 de meciuri pentru Al Gharafa, 108 caps for Qatar
- Abdulaziz Ali – 147 de meciuri pentru Al Gharafa
- George Kwasi – 132 de meciuri pentru Al Gharafa
- Qasem Burhan – 121 de meciuri pentru Al Gharafa
- Ibrahim Al-Ghanim – 104 de meciuri pentru Al Gharafa
- Adel Khamis – 110 de meciuri pentru Qatar
- Sebastián Soria – 101 de meciuri pentru Qatar

Jucători străini
- Otmane El Assas – 174 de meciuri pentru Al Gharafa
- Younis Mahmoud – 126 de meciuri pentru Irak (record)
- Fawzi Bashir – 124 de meciuri pentru Oman (record)
- Marcel Desailly – 116 de meciuri pentru Franța
- Husain Ali – 101 de meciuri pentru Bahrain
- Farhad Majidi – 45 de meciuri pentru Iran (record)

## Istoric antrenori
Actualizat în mai 2015.
Note
- Nota 1 denotă interimat

| - Ibrahim Mohammed Ali "Ibrahoma" (1979) - Mahmoud Abu Rujaila (c. 1979) - Hassan Afif (1986–87) - Saeed Al Missned (1989) - Sérgio Cosme (1989–90) - Zoran Đorđević (1991) - Celso Roth (1992–93) - Faruk Pašić (1993–94) - Jamal Haji (1994–30 iunie 1999) - René Meulensteen (1 iulie 1999–30 iunie 2000) - Mirsad Fazlić (2000–01) - Josef Hickersberger (1 iulie 2001–30 iunie 2002) - Christian Gourcuff (1 iulie 2002–30 iunie 2003) - Walter Meeuws (July 2003–Dec 03) - Carlos Alhinho (Dec 2003–March 04) - Tom Saintfiet (March 2004–30 iunie 2004) - Bruno Metsu (1 iulie 2004–30 iunie 2005) | - Harres Mohammed 1 (March 2006–April 06) - Michel Rouquette (April 2006–Oct 06) - Wolfgang Sidka (Dec 1, 2006–March 07) - Youssef Zouaoui (March 2007–July 07) - Edmund Stöhr (1 iulie 2007–25 martie 2008) - Marcos Paquetá (March 2008–July 09) - Caio Júnior (1 iulie 2009–13 martie 2011) - Leonardo Vitorino 1 (Feb 2011–March 11) - Bruno Metsu (16 martie 2011–14 martie 2012) - Paulo Silas (15 martie 2012–Nov 27, 2012) - Habib Sadegh 1 (Nov 2012–Dec 12) - Alain Perrin (Dec 20, 2012–Feb 21, 2013) - Habib Sadegh 1 (Feb 2013–Aug 13) - Zico (Aug 2, 2013–Jan 29, 2014) - Habib Sadegh 1 (Jan 29, 2014–Feb 7, 2014) - Diego Aguirre (Feb 7, 2014–7 iunie 2014) - Marcos Paquetá (7 iunie 2014–) |